# María Mercedes Coroy
María Mercedes Coroy (Santa María de Jesús, Guatemala, 3 de septiembre de 1994) es una actriz guatemalteca conocida por su papel en las cintas Ixcanul, Bel Canto, la miniserie Malinche de Canal Once, a Alma para la película La Llorona en 2019 y su más reciente trabajo donde interpretó a la madre del personaje Namor del Universo Cinematográfico de Marvel en la película "Black Panther: Wakanda Forever"

## Biografía
Coroy nació en Santa María de Jesús, Guatemala, cerca de las faldas del Volcán de Agua; Desde pequeña le gustaba participar en obras de teatro y en bailes folklóricos locales, pero solamente pudo cursar hasta el 5.º grado de primaria pues tenía que ayudar a su madre en la venta de frutas y verduras en el mercado de Palín, Escuintla.  Pero a los 17 años retomó su educación, gracias al Programa Nacional de Alfabetización de Guatemala —CONALFA— y al momento de la filmación de Ixcanul, cursaba el tercer año básico en plan fin de semana.  fue seleccionada para el papel de María en Ixcanul por el director guatemalteco Jayro Bustamante.
En 2013 fue elegida reina de Santa María de Jesús y luego reina de CONALFA del departamento de Sacatepéquez.
En 2021 fue condecorada con la Orden de las Artes y las Letras otorgada por el Ministerio de Cultura de Francia.

## Proyectos

### Ixcanul
A finales de 2013 se iniciaron los ensayos, que duraron varias semanas, y luego el rodaje se realizó en mes y medio en el Volcán de Pacaya y en Amatitlán y tras terminar la edición del film, acompañó al director Jayro Bustamante y a la actriz María Telón a los festivales de cine de Berlín, Alemania de Guadalajara, México y de Toulouse, Francia.,,

### Malinche
Es una miniserie mexicana producida por Bravo Films para Canal Once en 2018 basada en la vida de La Malinche, la traductora del conquistador Hernán Cortés. La serie fue creada por Patricia Arriaga Jordán y escrita en conjunto con Monika Revilla y Javier Peñalosa. 
La serie está protagonizada por María Mercedes Coroy como La Malinche, José María de Tavira como Hernán Cortés y Luis Arrieta como Gerónimo de Aguilar. La serie fue rodada en lenguas originarias. Los subtítulos de distinto colores indican la lengua de la que se trata: náhuatl en blanco; maya en amarillo; popoluca en azul; totonaca en verde y latín en rosa.

### Bel Canto
es una película dramática de rehenes estadounidense de 2018 dirigida por Paul Weitz, a partir de un guion de Weitz y Anthony Weintraub. Está basado en la novela homónima de Ann Patchett, que a su vez relata libremente los hechos ocurridos durante la toma de la residencia del embajador de Japón en Lima. Está protagonizada por Julianne Moore, Ken Watanabe, Sebastian Koch y Christopher Lambert.
Fue estrenada el 14 de septiembre de 2018 por Screen Media Films.

### La Llorona
Es una película guatemalteca de 2019 dirigida por Jayro Bustamante. Su guion fue escrito por Bustamante y Lisandro Sánchez, quienes se inspiraron en la leyenda de la Llorona y en la historia de Guatemala, específicamente del genocidio qué ocurrió en ese país entre 1981 y 1983. Está protagonizada por María Mercedes Coroy, Sabrina De La Hoz, Margarita Kenéfic y Julio Díaz.

### Black Panther: Wakanda Forever
Es una película de superhéroes basada en el personaje de Marvel Comics, Pantera Negra. Producida por Marvel Studios y distribuida por Walt Disney Studios Motion Pictures, está destinada a ser la secuela de Black Panther (2018) y la película número 30 del Universo cinematográfico de Marvel (UCM). La película está dirigida por Ryan Coogler, quien coescribió el guion con Joe Robert Cole. Mercedes Coroy interpreta a la Princesa Fen, una atlanteana hija de Thakorr, quién se enamora de Leonard McKenzie, un capitán de la marina estadounidense. Juntos procrean a Namor. Sobre su aparición en la película dijo: 

“Tuve un mar de emociones al verme, sentir mi corazón palpitar tanto de la emoción y de saber que allí estoy donde no me imaginé que iba a llegar, entre actores y actrices que he admirado desde niña. Mis ojos se llenaron de lágrimas, pero también de un profundo agradecimiento por todo lo que se viene porque el camino ha sido largo y cansado, pero poder ver el resultado de un gran esfuerzo que me llena de alegría”.

### La alberca de los nadies
Película de drama mexicana de 2022, dirigida por José Luis Solís, producida por Damián Cano, Hugo Espinosa y Brenda Hinojosa, y protagonizada por María Mercedes Coroy, Alex Bautista, Manuel Domínguez, Antonio Trejo Sánchez y Katzir Meza. Cuenta la historia de un migrante indígena llamado Alex, quién se somete a la prueba definitiva, obligado a ingresar al inframundo criminal solo para vivir un día más. Anayeli (Coroy), otra migrante indígena, lucha por salvar la vida de su hijo por nacer, así como la suya propia. Ambos harán cosas impensables para sobrevivir.

## Filmografía

### Cine
| Año  | Título                         | Personaje    | Director         | Notas                                                              |
| ---- | ------------------------------ | ------------ | ---------------- | ------------------------------------------------------------------ |
| 2015 | Ixcanul                        | María        | Jayro Bustamante | Ganadora del Oso de Plata del Premio Alfred Bauer                  |
| 2018 | Bel Canto                      | Carmen       | Paul Weitz       |                                                                    |
| 2019 | La Llorona                     | Alma         | Jayro Bustamante | Nominada en los Premios Platino a la Mejor interpretación femenina |
| 2022 | Black Panther: Wakanda Forever | Princesa Fen | Ryan Coogler     |                                                                    |
| 2022 | La alberca de los nadies       | Anayeli      | José Luis Solís  | Posproducción                                                      |

### Televisión
| Año  | Título   | Personaje   | Director                | Notas |
| ---- | -------- | ----------- | ----------------------- | ----- |
| 2018 | Malinche | La Malinche | Patricia Arriaga Jordán |       |